# 블루 라인 (철퇴선)

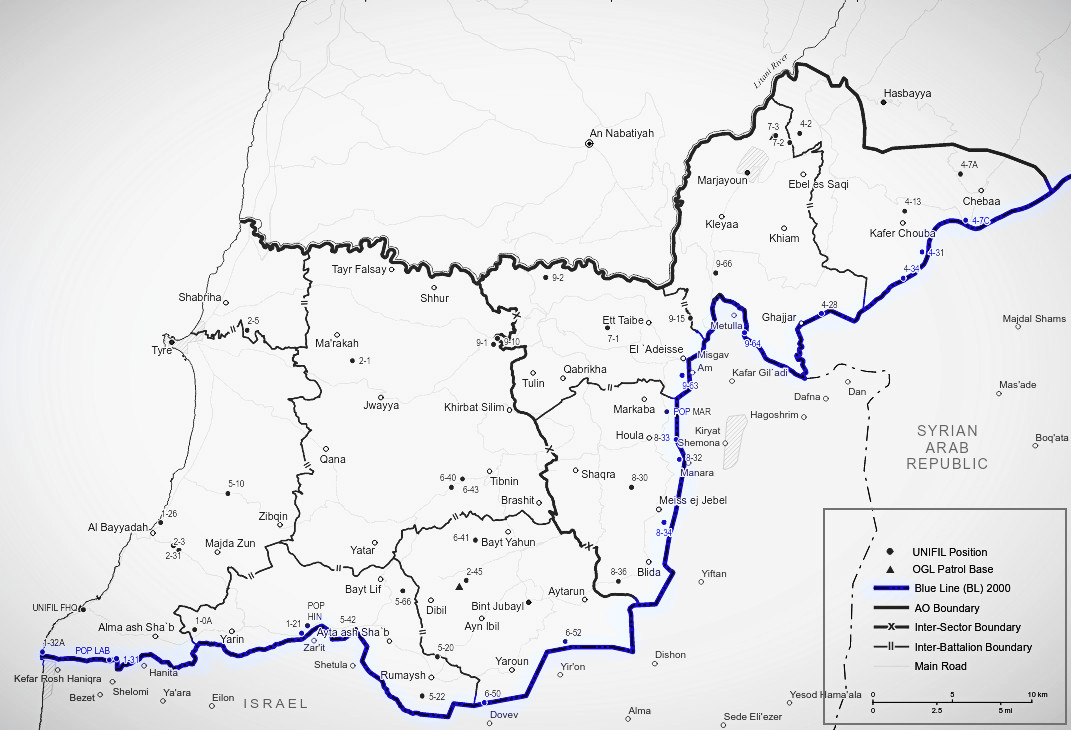
블루 라인은 레바논-이스라엘 국경을 덮고 있다. 확장은 레바논-골란 고원 국경을 포함한다.

블루 라인(Blue Line)은 레바논과 이스라엘, 골란고원을 나누는 경계선이다. 이 보고서는 이스라엘이 레바논에서 완전히 철수했는지 여부를 판단하기 위해 2000년 6월 7일 유엔에서 발행했다. 이는 "일시적"이며 "국경이 아니라 "철퇴선"(line of withdrawl)으로 묘사되었다. 이곳은 이스라엘, 레바논, 헤즈볼라 사이에 진행 중인 국경 분쟁의 대상이다.
1978년 3월 19일, 유엔 안전 보장 이사회는 이스라엘의 최근 침공 이후 레바논에서 철수하고 레바논 정부가 국경 지역에서 효과적인 권위를 회복할 것을 촉구하는 결의안 425호와 426호를 채택했다. 유엔 안전 보장 이사회와 NATO는 남부 레바논의 상황을 감독하기 위해 평화유지군으로 레바논 유엔잠정군(UNIFIL)을 창설했다.
2018년 9월까지 이스라엘은 헤즈볼라 무장세력의 침투로부터 이스라엘 공동체를 보호하기 위해 이스라엘 쪽 경계선에 11km의 콘크리트 이스라엘-레바논 장벽을 완성했다. 장벽의 길이는 130 킬로미터 (81 mi)이며 2020년까지 완료될 것으로 예상되었다. 이 프로젝트의 비용은 4억 5천만 달러로 예상되었다. 장벽의 대부분은 강철 메쉬, 센서 및 감시 카메라로 덮인 콘크리트 벽이다. 특히 험난한 지역에서는 콘크리트 대신 강철 울타리를 사용했다.

## 같이 보기
- 그린 라인 (이스라엘)
- 셰바팜스